# Billy Vaughn
Billy Vaughn, pseudonimo di Richard Vaughn (Glasgow, 12 aprile 1919 – Escondido, 26 settembre 1991), è stato un cantante, polistrumentista e direttore d'orchestra statunitense, oltre che direttore artistico della Dot Records.

## Biografia
Il padre di Billy Vaughn era un barbiere che amava la musica ed trasmise l'amore per la musica insegnandogli a suonare il mandolino dall'età di tre anni, mentre era stato colpito dal morbillo. Egli studiò poi ed imparò a suonare diversi altri strumenti musicali.
Nel 1941 Vaughn entrò a far parte della United States National Guard per un periodo di un anno, ma a seguito dello scoppio della seconda guerra mondiale, venne inviato all'estero fino al 1945. Decise di intraprendere la carriera di musicista quando venne congedato dall'esercito alla fine della guerra. S'iscrisse al Western Kentucky State College, ora Western Kentucky University, studiando composizione. Sembra avesse imparato a fare il barbiere da suo padre visto che esercitò questo mestiere, durante gli studi alla Western Kentucky, per sostenersi finanziariamente quando non trovava impiego come strumentista in night club e locali di spettacolo. Mentre era studente, assieme ai suoi colleghi di studio, Jimmy Sacca, Donald McGuire e Seymour Spiegelman, formò un trio vocale, The Hilltoppers, nel quale Vaughn suonava il pianoforte. Finì poi col cantare anch'egli convertendo il trio in un quartetto. Come membro del gruppo, scrisse la loro prima canzone di successo, Trying, che entrò in classifica nel 1952.
Nel 1954 lasciò il gruppo per passare alla Dot Records a Gallatin in Tennessee, nella veste di direttore musicale. In seguito costituì una sua orchestra, che raggiunse subito il successo registrando una hit lo stesso anno, Melody of Love. Esso vendette oltre un milione di copie e vinse un disco d'oro. Continuò ad avere molti successi nel successivo decennio e mezzo, e basandosi sulle classifiche di vendita, è stato il direttore d'orchestra di maggior successo di tutti i tempi.
Vaughn entrò in classifica con un totale di 42 singoli su Billboard. Classificò poi 36 album su Billboard 200, iniziando nel 1958 con Sail Along e terminando negli anni settanta con Winter World of Love. Ottenne anche 19 Top 40 in Germania, iniziando con Sail Along Silvry Moon. Ebbe altri due primi posti in Germania: La paloma e Wheels (entrambi i pezzi vendettero più di un milione di copie e il secondo di questi arriva primo anche in Germania ed Italia e fu inserito come tema principale del film Il boom, con Alberto Sordi).
Vaughn entrò nelle classifiche di vendita anche in Australia, America Latina e Giappone. Pearly Shells fu il suo maggior successo in Giappone. Le sue tournée in quel paese ebbero inizio proprio nel periodo di Pearly Shells nel 1965. Molte canzoni che non furono successi degli Stati Uniti divennero tali in altri paesi. Tra queste canzoni, Lili Marlene e Greenfields (Germania), inoltre Theme from the Dark at the Top of the Stairs fu un successo in vari paesi latino-americani. L'album La Paloma è stato un successo in tutta l'America Latina. Egli ottenne anche un primo posto in Germania ed il quarto in Austria e Paesi Bassi, nei primi anni ottanta, con l'album Moonlight Melodies costituito da nuove registrazioni di molti dei suoi più grandi successi.
La Billy Vaughn Orchestra iniziò ad andare in tournée nel 1965 ottenendo numerosi "tutto esaurito" in Giappone, Brasile e Corea.
Vaughn morì di mesotelioma al Palomar Hospital di Escondido all'età di 72 anni.

## Discografia parziale

### Album
- Have Yourself A Merry, Merry Christmas (Dot DLP 25899) (1968)
- Orange Blossom Special and Wheels (Dot DLP 25366) (1961)
- Theme from a Summer Place (1960)

### Singoli
- A Theme From The Three Penny Opera 'Moritat' (1956)
- A Swingin' Safari (numero 13 U.S.) (1962)
- Berlin Melody (numero 61 U.S.) (1961)
- Blue Hawaii (1958) - prima posizione in Norvegia per 3 settimane
- Blue Tango (1956)
- Blue Tomorrow (numero 84 U.S.) (1961)
- Blue Velvet (1964)
- Chapel By The Sea (numero 69 U.S.) (1962)
- (Roll On) (1958)
- Come September (numero 73 U.S.) (1961)
- Dutchman's Gold (1960) con Walter Brennan
- Hawaiian War Chant (1959)
- La paloma (1958) - prima posizione in Germania per dieci settimane e seconda in Olanda
- Little Boy Blue (1956)
- Morgen (1960) - seconda posizione in Germania Ovest e Norvegia e terza nei Paesi Bassi
- Look For A Star (numero 19 U.S.) (1960)
- Melody of Love (1954)
- Mexican Pearls (numero 94 U.S.) (1965)
- Michelle (numero 77 U.S.) (1966)
- Orange Blossom Special (numero 63 U.S.) (1961)
- Petticoats of Portugal (1956)
- Raunchy (1957)
- Sail Along Silvery Moon (1957) - prima posizione in Germania per 10 settimane, in Olanda per 4 settimane ed in Norvegia per 3 settimane, seconda nelle Fiandre in Belgio e quinta nella Billboard Hot 100
- Singing Hills (1958)
- The Shifting Whispering Sands (Part 1 & 2) (1955)
- The Ship That Never Sailed (1957)
- The Sundowners (numero 51 U.S.) (1960)
- Trying (1958)
- Tumbling Tumbleweeds (1958)
- Wheels (numero 1 GER (14 settimane), numero 28 U.S.) (1961)
- When The White Lilacs Bloom Again (1956)
- Your Cheatin' Heart (1959)